# Stenopterus mauritanicus
Stenopterus mauritanicus är en skalbaggsart som beskrevs av Lucas 1849. Stenopterus mauritanicus ingår i släktet Stenopterus och familjen långhorningar.
Artens utbredningsområde är Portugal. Inga underarter finns listade i Catalogue of Life.

## Bildgalleri

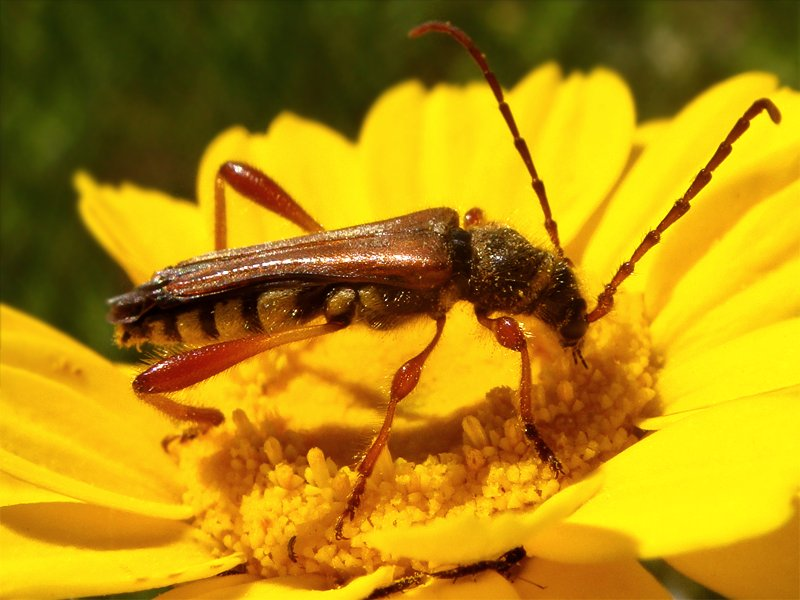